# Maridos en vacaciones
Maridos en vacaciones es una película cómica argentina dirigida por Enrique Cahen Salaberry, cuyos protagonistas principales son el dúo cómico de Alberto Olmedo y Jorge Porcel, estrenada el 26 de junio de 1975.

## Argumento
Los amigos Alberto y Jorge trabajan juntos en una compañía de seguros y están casados con dos hermanas (Elsa y Alicia). Cuando éstas se van de vacaciones a Mar del Plata, Alberto y Jorge deciden disfrutar de su "vida de solteros". Además de esto, tienen que cumplir un deber encargado por su jefe: encontrar al empresario de teatro de revistas Félix Sagastume, para que firme un contrato de seguros. Es en una cantina donde van a buscarlo, y allí conocen a dos aspirantes a vedettes (Zuzú y Bibí), quienes los confunden con importantes empresarios y ven en ellos una posibilidad de alcanzar la fama. Aquí comienzan los enredos de esta divertida comedia.
El tema de fondo de la película es "Vamos a farrear" cantado por "Los Sashas".
Reparto
- Jorge Porcel............................Jorge Portillo
- Alberto Olmedo.......................Alberto Carranza
- Gogó Rojo..............................Bibi del Mar
- Ethel Rojo...............................Susu del Mar
- Javier Portales.......................Felix Sagastume
- Horacio Bruno........................Arturo
- Tito Climent
- Esmeralda Berard..................Elsa esposa de Alberto
- Constanza Maral....................Alicia esposa de Jorge
- Alberto Domínguez
- Karen Mails............................inglesa
- Inés Murray............................vecina anciana
- Alfredo de la Peña
- Carlos Pamplona................mozo restaurant